# Aquilonastra conandae
Vous lisez un « article de qualité » labellisé en 2014.
Espèce
Aquilonastra conandae est une espèce d'étoiles de mer tropicales de la famille des Asterinidae que l'on trouve sur les récifs de corail de l'archipel des Mascareignes, dans l'océan Indien. Elle est particulière, car elle peut se diviser en deux pour se multiplier (multiplication asexuée). C'est une toute petite étoile aux couleurs variables, discrète et bien camouflée, mesurant jusqu'à deux centimètres de diamètre, qui vit sur la partie supérieure des barrières de corail, dans la zone de déferlement des grosses vagues du large. Malgré sa relative abondance, sans doute pour ces raisons, elle n'a été identifiée et décrite qu'en 2006, par deux biologistes marins australiens. Elle doit son nom à la française Chantal Conand, biologiste marine à l'origine de sa découverte.

## Description
C'est une petite étoile aplatie aux bras courts et arrondis, de coloration variable et chamarrée avec généralement une base de beige et des motifs granuleux irréguliers dans des tons gris, vert, ocre ou rouille. Sa silhouette aplatie lui permet de se protéger des vagues en se collant au substrat pour offrir une prise à l'eau minimale. Elle mesure jusqu'à 2 cm de diamètre, avec des bras de 5 mm environ. Elle est caractérisée, au sein de son genre, par un nombre de bras le plus souvent différent de cinq et de tailles inégales (principalement du fait des phénomènes de régénération et de fissiparité), ses madréporites multiples et la présence d'une seule épine sur les plaques actinales interradiales. Des papules solitaires sont présentes sur la face aborale (supérieure), ainsi que, par doubles séries, sur les bras. Les spicules abactinales sont rugueuses, granuleuses et cristallines ; elles sont proéminentes et coniques sur les bras et leur nombre peut aller jusqu'à douze par plaque. Les plaques marginales forment des séries régulières. Les spicules des plaques supéromarginales sont jusqu'à cinq par plaque, courtes et coniques ; celles des plaques inféromarginales peuvent être jusqu'à dix par plaque et sont parfois bifides. Elles sont plus rares sur les plaques actinales (de deux à six) et plus courtes.

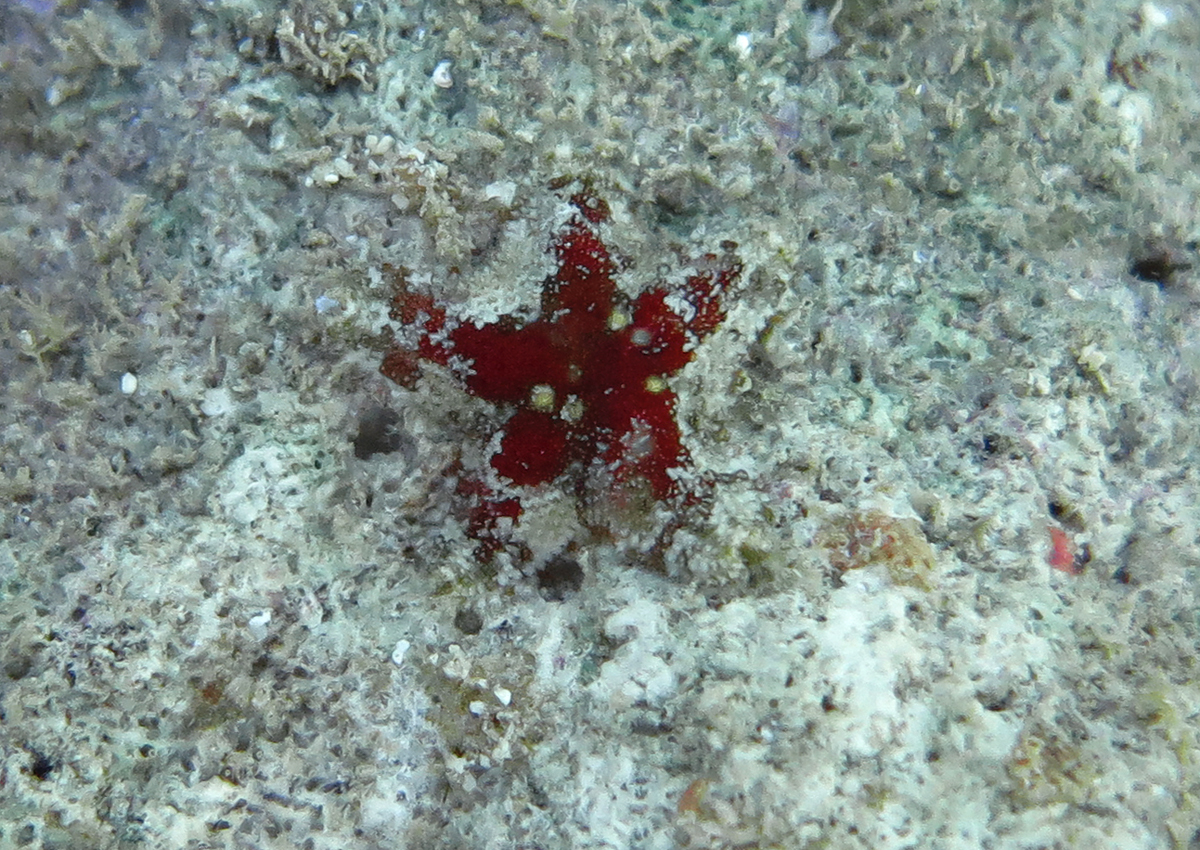
Spécimen in situ à la Réunion.
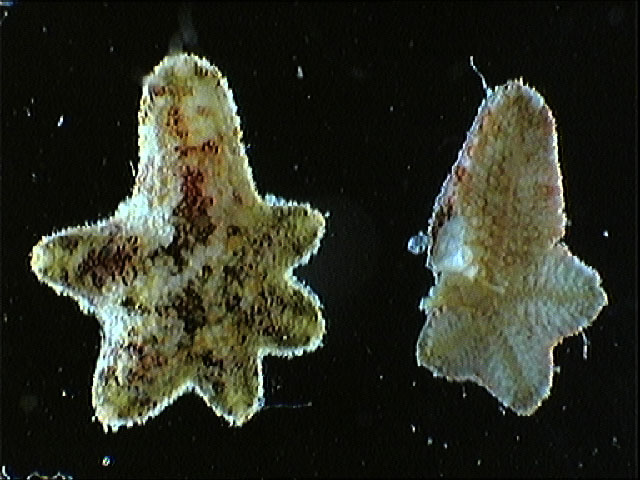
Faces aborale et orale d'un individu.
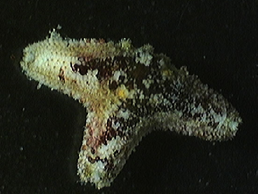
Cet individu s'est divisé récemment, d'où sa forme tronquée.
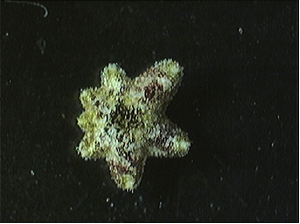
Spécimen en régénération, sans doute après division.
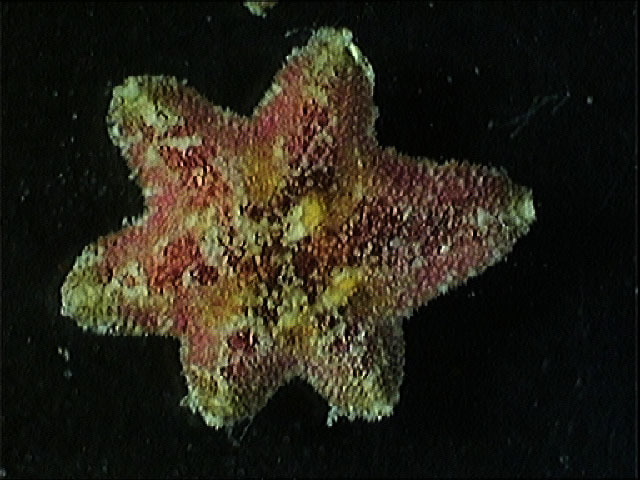
Spécimen rose à six branches inégales.

## Habitat et répartition
Cette espèce a été découverte à La Réunion, au niveau des brisants du récif corallien au lieu-dit « Trou d'eau » (au sud de La Saline les Bains, commune de Saint-Paul), où elle est abondante. Depuis, elle a été identifiée dans d'autres îles de la région des Mascareignes (Maurice et Rodrigues notamment), où on la trouve entre la surface et une dizaine de mètres de profondeur mais plus souvent au niveau du front récifal, sur des substrats durs tels que les coraux massifs ou sur les falaises rocheuses, notamment sur les coulées volcaniques de plus de trente-cinq ans.

## Écologie et comportement
Cette espèce se reproduit par fissiparité, en plus de la reproduction sexuée, qui a lieu au début de l'été. Les gonopores (orifices génitaux) sont situés dans la région abactinale (face supérieure) ; le sex-ratio observé est de 52 mâles pour 93 femelles, mais certains spécimens peuvent être hermaphrodites.

## Systématique

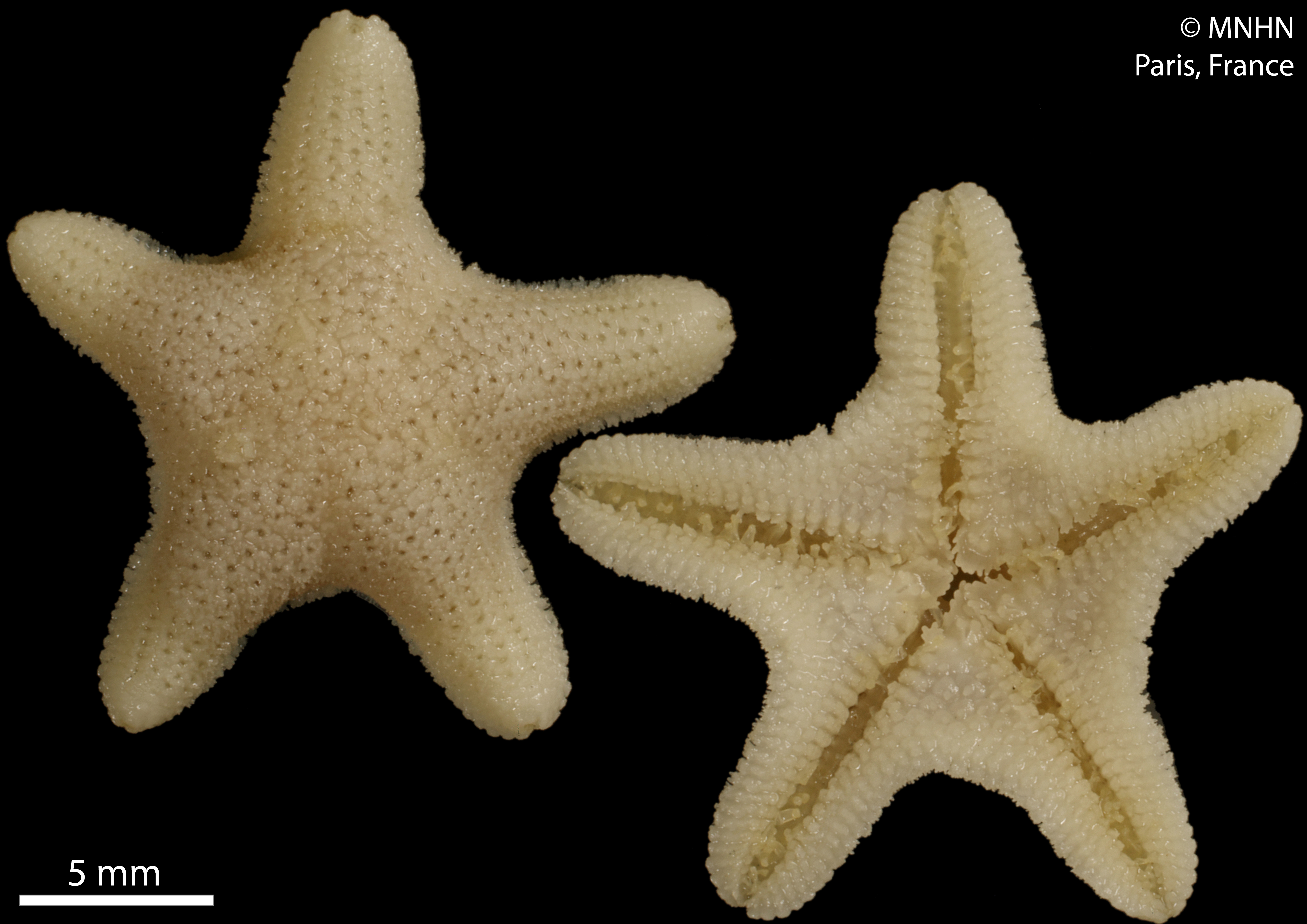
L'holotype du Muséum National d'Histoire Naturelle.

Cette espèce a été décrite en 2006 par P. Mark O'Loughlin et Francis Winston Edric Rowe ; l'holotype collecté à Trou-d'Eau est déposé au Muséum national d'histoire naturelle, sous le matricule « MNHN-IE-2013-2489 ». Ces deux biologistes australiens sont également les découvreurs du genre Aquilonastra (proche des Asterina, genre dans lequel plusieurs Aquilonastra ont longtemps été classées). Le nom du genre vient du latin aquilonalis, qui signifie « septentrional », et astra pour « étoile » : il fait référence au fait que ces étoiles sont trouvées principalement dans la partie nord de l'indo-pacifique. L'épithète spécifique a été donnée en l'honneur de Chantal Conand, professeur de biologie marine à l'université de La Réunion et spécialiste des échinodermes de l'Indo-Pacifique tropical, elle-même à l'origine de la découverte de l'espèce à La Réunion,. Cette étoile relativement abondante était déjà connue auparavant mais confondue avec une espèce proche, Aquilonastra burtoni (qui a toujours cinq bras et est incapable de fissiparité).
Une espèce similaire, elle aussi fissipare, découverte sur l'île Europa, dans le canal du Mozambique, dont elle semble endémique, a été décrite en 2013 et nommée en hommage à la même personne : Aquilonastra chantalae.